# 托尔马什利盖特
托尔马什利盖特，是匈牙利沃什州所辖的一个村，总面积7.53平方公里，总人口322，人口密度42.8人/平方公里（2010年1月1日）。